# Walberton
Walberton es una parroquia civil y un pueblo situado en el distrito de Arun en el sureste de Inglaterra. Se localiza en un territorio típico de la campiña inglesa  a 9 km al noroeste de Littlehampton, la capital del distrito, situada junto al mar.

## Historia

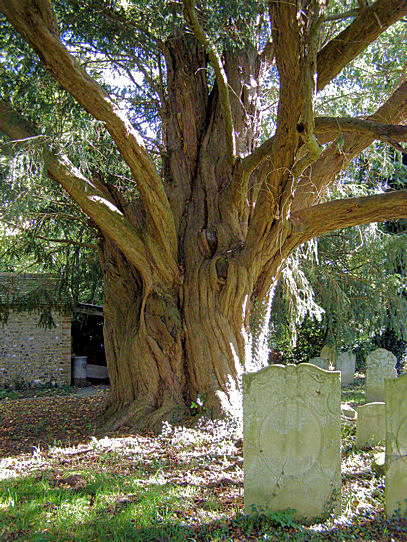
Árbol milenario situado junto a la iglesia de St. Mary.

Los orígenes de Walberton se remontan a época anglosajona y se estima que, al menos en su cercanía, había un asentamiento romano. Esto se debe a que en la construcción de su iglesia se utilizaron azulejos fabricados en ese periodo.

## Territorio
El territorio de Walberton abarca una superficie de 1044 ha. La localidad en sí ocupa unas 14 ha. Tiene una densidad de población inferior al resto de Inglaterra: 208 habitantes/km² frente a 410 hab/km².
El casco urbano se compone principalmente de casas unifamiliares y adosadas. El porcentaje de viviendas en bloques de pisos es bajo, solo del 10%. Dentro de su territorio también se encuentran las pedanías de Binsted (al este) y Fontwell (al oeste). En esta última, situada junto a la autopista, se localizan un buen número de empresas.
El término de Walberton limita con las siguientes poblaciones:
| Noroeste: Aldingbourne | Norte: Slindon, Madehurst y Arundel | Noreste: Arundel |
| Oeste: Eastergate      |                                     | Este: Arundel    |
| Suroeste Eastergate    | Sur: Barnham, Yapton y Ford         | Sureste: Ford    |

La localidad está situada en un territorio con clima oceánico caracterizado por temperaturas suaves con moderada oscilación térmica anual así como abundantes lluvias. Los datos medios registrados en la cercana estación meteorológica de Arundel son los siguientes:
| Parámetros climáticos promedio de estación de Arundel   | Parámetros climáticos promedio de estación de Arundel | Parámetros climáticos promedio de estación de Arundel | Parámetros climáticos promedio de estación de Arundel | Parámetros climáticos promedio de estación de Arundel | Parámetros climáticos promedio de estación de Arundel | Parámetros climáticos promedio de estación de Arundel | Parámetros climáticos promedio de estación de Arundel | Parámetros climáticos promedio de estación de Arundel | Parámetros climáticos promedio de estación de Arundel | Parámetros climáticos promedio de estación de Arundel | Parámetros climáticos promedio de estación de Arundel | Parámetros climáticos promedio de estación de Arundel | Parámetros climáticos promedio de estación de Arundel |
| Mes                                                     | Ene.                                                  | Feb.                                                  | Mar.                                                  | Abr.                                                  | May.                                                  | Jun.                                                  | Jul.                                                  | Ago.                                                  | Sep.                                                  | Oct.                                                  | Nov.                                                  | Dic.                                                  | Anual                                                 |
| ------------------------------------------------------- | ----------------------------------------------------- | ----------------------------------------------------- | ----------------------------------------------------- | ----------------------------------------------------- | ----------------------------------------------------- | ----------------------------------------------------- | ----------------------------------------------------- | ----------------------------------------------------- | ----------------------------------------------------- | ----------------------------------------------------- | ----------------------------------------------------- | ----------------------------------------------------- | ----------------------------------------------------- |
| Temp. máx. media (°C)                                   | 7.8                                                   | 7.9                                                   | 10.2                                                  | 12.8                                                  | 16.0                                                  | 18.6                                                  | 20.9                                                  | 21.0                                                  | 18.8                                                  | 15.3                                                  | 11.3                                                  | 8.6                                                   | 14.1                                                  |
| Temp. mín. media (°C)                                   | 3.1                                                   | 2.7                                                   | 4.3                                                   | 5.8                                                   | 9.0                                                   | 11.7                                                  | 14.0                                                  | 13.9                                                  | 11.9                                                  | 9.3                                                   | 5.8                                                   | 3.6                                                   | 8.0                                                   |
| Lluvias (mm)                                            | 76.2                                                  | 49.6                                                  | 56.1                                                  | 46.8                                                  | 44.4                                                  | 44.0                                                  | 40.9                                                  | 51.3                                                  | 58.9                                                  | 91.9                                                  | 83.4                                                  | 81.8                                                  | 725.3                                                 |
| Días de lluvias (≥ 1.0 mm)                              | 12.5                                                  | 9.0                                                   | 9.7                                                   | 8.8                                                   | 7.6                                                   | 7.3                                                   | 6.5                                                   | 7.3                                                   | 8.3                                                   | 11.2                                                  | 11.6                                                  | 11.7                                                  | 111.5                                                 |
| Horas de sol                                            | 75.4                                                  | 94.6                                                  | 130.9                                                 | 198.6                                                 | 233.0                                                 | 237.9                                                 | 252.5                                                 | 236.7                                                 | 174.1                                                 | 131.9                                                 | 88.5                                                  | 66.7                                                  | 1921                                                  |
| Fuente: MetOffice (valores para el periodo 1981 a 2010) |                                                       |                                                       |                                                       |                                                       |                                                       |                                                       |                                                       |                                                       |                                                       |                                                       |                                                       |                                                       |                                                       |

## Población
En la localidad viven 2174 personas de las cuales 1055 son hombres y 1119 mujeres. La edad media es de 48 años. La mayor parte de la población, el 93% sus habitantes, son nacidos en el Reino Unido.
1499 (69%) personas se declaran cristianas mientras que 634 (29%) no profesan ninguna religión o no manifiestan cual. Existen 877 familias de las que 607 son matrimonios o parejas de hecho y 223 monoparentales. La población activa la componían en 2011 un total de 1010 personas de las que 36 se encontraban en situación de desempleo.

## Comunicaciones
Walberton está atravesada por la Maple Road. Esta pequeña vía la conecta hacia el este con la Yapton Lane a través de la cual se accede al norte con la autovía A27 y la sur con la población de Yapton. En dirección oeste, por su parte, se divide en tres vías por las que se accede a las localidades de Barnham y Eastergate así como a la pedanía de Fontwell donde se puede tomar la citada autovía A27.
No tiene comunicación por tren. La estación más cercana se sitúa en la mencionada Barnham a 3 km. Junto a la oficina de correos parten autobuses que la comunican con la citada estación y con las localidades vecinas.

## Economía
La población activa en Walberton la compone el 69% de los habitantes entre 16 y 74 años, prácticamente el mismo porcentaje que en el conjunto de Inglaterra. El 22% de esta población activa son autónomos, un ratio superior al del resto del país. También, una mayor parte de la población activa tiene un nivel alto de formación: el 83% frente al 77%.
La principal fuente de trabajo en Walberton se da en el comercio al detalle, sector que ocupa a un 15% de la población activa. Otras actividades importantes son la educación (12% p.a.) así como los servicios sanitarios y sociales (12% p.a.). Respecto a los sectores de ocupación, el 29% trabaja en el sector público, similar al total de Inglaterra que es el 28%.
Los datos anteriores se reflejan en un buen nivel de prosperidad para la localidad donde los ingresos semanales medios en 2013 por hogar eran de 760 Libras, un 48% superiores a las 513 Libras que, de media, se ingresan en el país. Igualmente, solo un 10% de los hogares reciben algún subsidio público frente al 21% que lo hace en el total de Inglaterra.

## Infraestructuras sociales

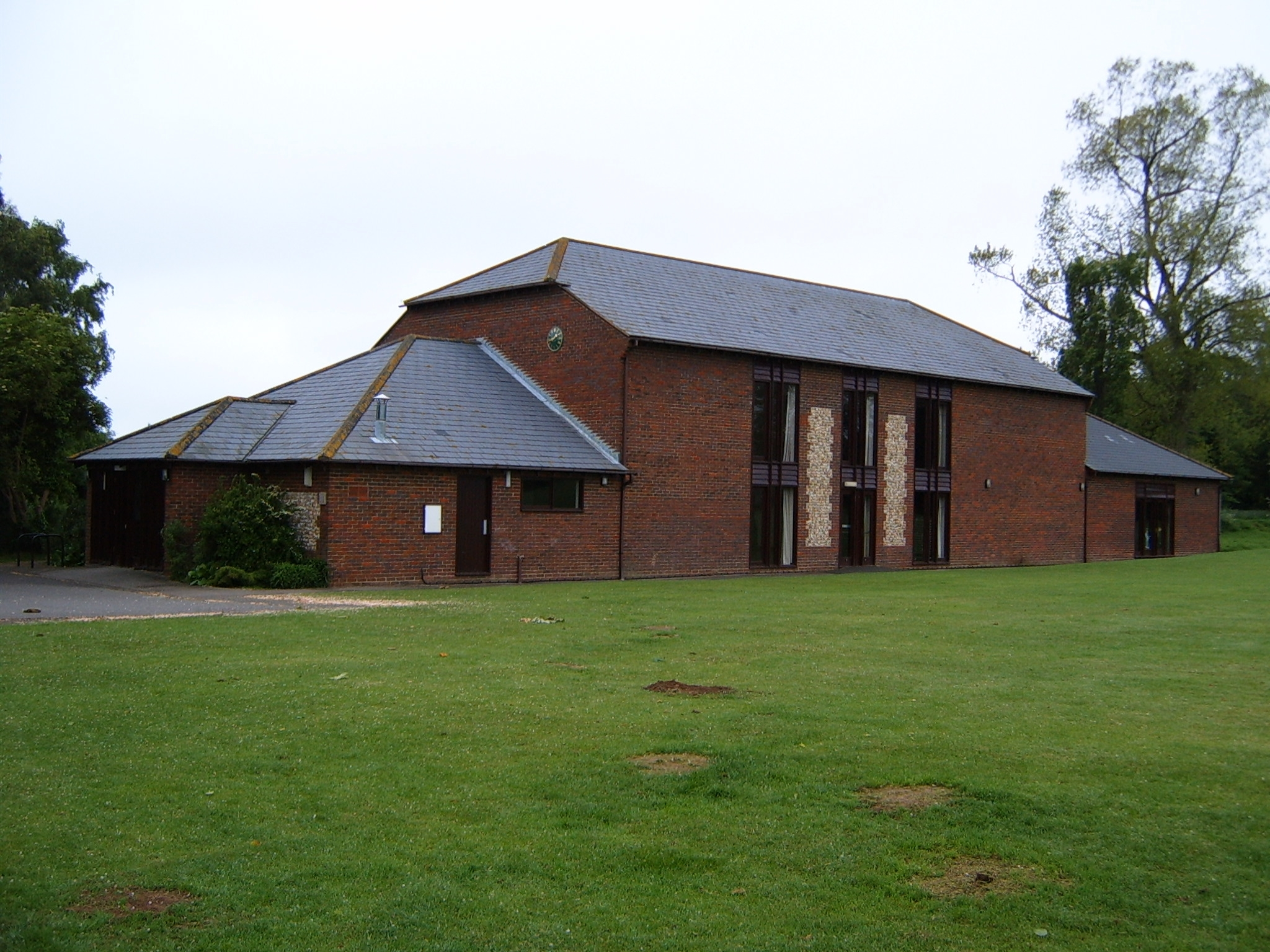
El Village Hall donde los vecinos pueden organizar una amplia variedad de actos.

La localidad cuenta con una escuela que ofrece educación maternal y primaria. El centro más cercano para los estudios de secundaria se encuentra a 3 km en Barnham. En el ámbito sanitario, el hospital más próximo se sitúa en Arundel, a poco más de 6 km.
Walberton cuenta con una comisaría de policía con un equipo de quince personas.
No tiene parque de bomberos y los más cercanos se sitúan en Arundel y Littlehampton.
El consejo local pone a disposición de los ciudadanos un salón en la casa consistorial donde se pueden organizar actos de diverso tipo. Los actos religiosos anglicanos, tienen lugar en la iglesia local dedicada a Santa María. Los baptistas, por su parte, también cuentan con una pequeña capilla. 

## Construcciones destacadas

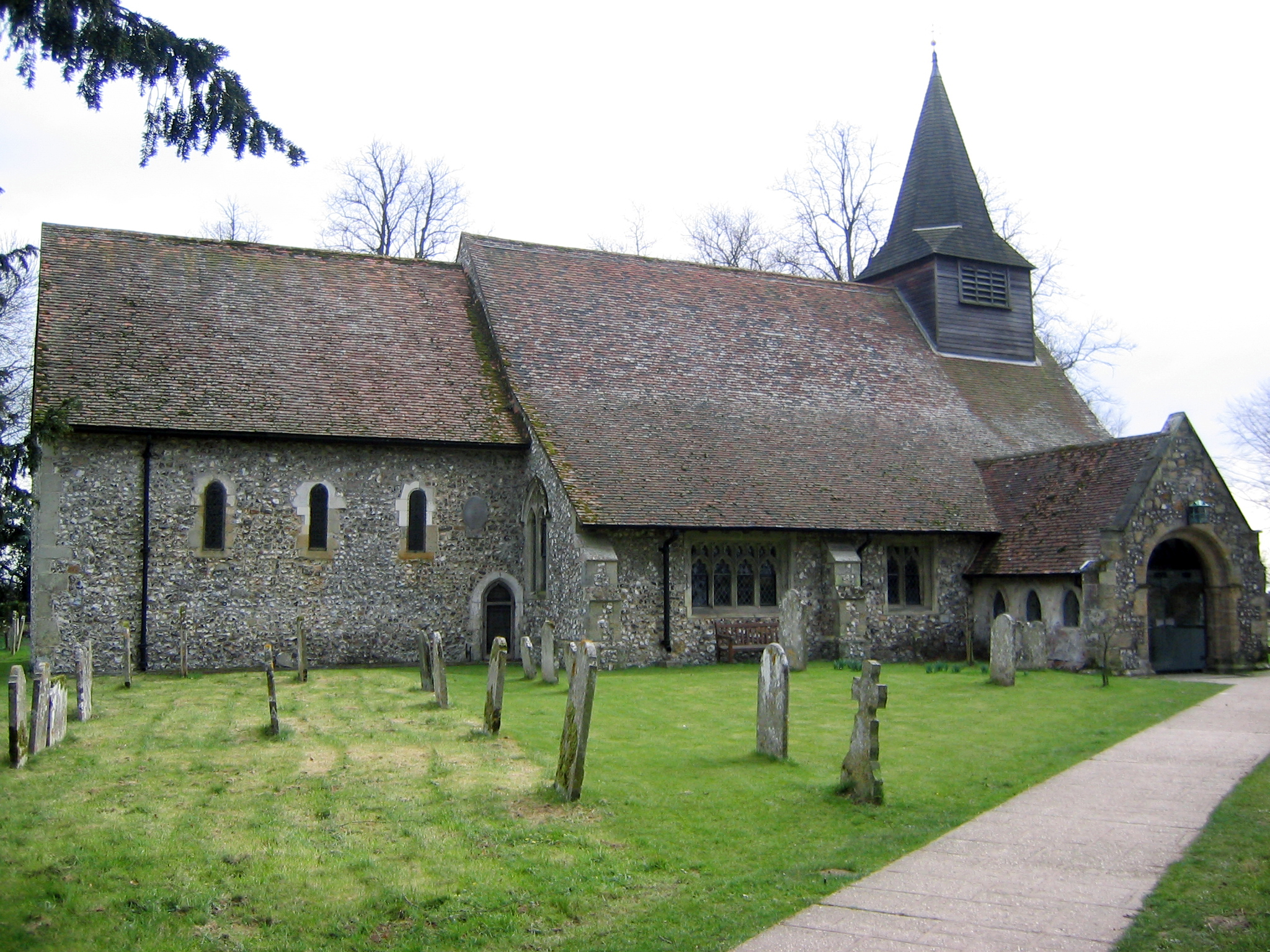
Iglesia de St. Mary.

Walberton es una localidad muy bien conservada y un buen número de sus edificios —unos 41— están catalogados en varios niveles de importancia. La tipología de las construcciones es diversa: desde la iglesia local hasta típicas granjas en el campo. Destacan entre ellas la citada iglesia dedicada a Santa María, la única catalogada dentro del primer grado.
La iglesia es una de las principales atracciones de la localidad y sus orígenes se remontan al siglo XI. Aunque ha experimentado varios cambios arquitectónicos durante los siglos, todavía son visibles algunas partes de la época anglosajona así como materiales romanos reutilizados en su construcción. Además, junto a ella, se sitúa un árbol milenario.

## Otra bibliografía utilizada en el artículo
Action with Communities in Rural England (ACRE) (2013). Rural community profile for Walberton (Parish) (en inglés). Consultado el 20 de noviembre de 2016.
Baggs, A.P.; Warne, H.M. (1997). ”Walberton” en “A History of the County of Sussex” (en inglés). Vol. 5. Londres: T.P.Hudson. pp. 224-244. Consultado el 20 de noviembre de 2016.
- Datos: Q2292556
- Multimedia: Walberton / Q2292556